# Luka Mikrut
Luka Mikrut (* 16. April 2004 in Split) ist ein kroatischer Tennisspieler.

## Karriere
Mikrut spielte bis 2022 auf der ITF Junior Tour. In der Jugend-Rangliste erreichte er mit Rang 40 seine höchste Notierung. Bei den beiden Grand-Slam-Turnieren Anfang 2022 kam er im Einzel nicht über die erste Runde hinaus. Im Doppel zog er zweimal ins Achtelfinale ein. Auf Turnieren der zweit- und dritthöchsten Kategorie schaffte er dafür mehrere Erfolge u. a. einen Titelgewinn beim J1 in Hannover 2021 im Doppel.
Bei den Profis spielte Mikrut ab 2022 regelmäßiger. Ende des Jahres war er im Einzel und Doppel in der Weltrangliste platziert. In der ersten Hälfte von 2023 zog Mikrut bei zwei Turnieren der drittklassigen ITF Future Tour ins Endspiel ein; im August des Jahres gewann er seinen ersten Titel, während er im Doppel bis zu diesem Zeitpunkt bereits sechs Titel gewonnen hatte. Zusätzlich erzielte er in seiner Heimatstadt mit dem Halbfinaleinzug auch den ersten Erfolg auf der höherdotierten ATP Challenger Tour, wo er nur dank einer Wildcard teilnehmen konnte. Der erste Einsatz auf der ATP Tour erfolgte in Umag, als er mit Zvonimir Babić ebenfalls von einer Wildcard profitierte. Sie unterlagen in ihrer Erstrundenpartie gegen Nicolás Barrientos und Guillermo Durán. Durch seine Erfolge spielte er sich im Oktober 2023 in die Top 500 der Weltrangliste und die Top 10 der kroatischen Spieler.